# Straszny dwór
Straszny dwór (Het spookkasteel) is een opera in vier bedrijven van de Poolse componist Stanislaw Moniuszko uit 1864, op een libretto van Jan Chęciński. Ondanks dat dit een romantische komedie is, heeft het werk sterke Poolse patriottische ondertonen, wat het enerzijds populair maakte bij het Poolse publiek, en anderzijds niet populair bij de Russische autoriteiten die destijds het grootste gedeelte van Polen onder controle hadden.
Ze wordt beschouwd als Moniuszko's beste opera, en de beste van alle negentiende-eeuwse Poolse opera's. Buiten Polen is ze echter nauwelijks bekend.

## Achtergrond en ontvangst
In het midden van de negentiende eeuw was Polen verdeeld over Rusland, Duitsland en Oostenrijk, en de Poolse cultuur worstelde met russificatie en verduitsing. Veel eigentijdse Poolse schrijvers, artiesten en musici weerspiegelden die worsteling, en deze opera deed dit zowel qua muziek als verhaal.
Het verhaal staat voor een idyllische blik op het leven op een Pools landhuis, en tegelijkertijd voor een idealistische vooringenomenheid met de patriottische verplichtingen van de soldaat, de militaire deugden moed en paraatheid om de wapens op te pakken tegen welke vijand van de natie dan ook, en het belang van de familie-eer. In de openingsscènes wordt het duidelijke conflict tussen die patriottische aspiraties aan de ene kant getoond, en aan de andere kant het verlangen van iedere man naar een rustig leven, liefde en huwelijk. Het feit dat de opera nationalistische inhoud bevat, is bewezen door de vijandige reactie van de Russische censuur na het verschijnen ervan, en wordt weerspiegeld in de blijvende plek die het werk in de harten van veel Polen heeft.
De partituur is een van de populairste in Polen, geprezen vanwege de verbeeldingsvolle harmonieën, de uitstekende constructie van groepsscènes, de subtiele maar kleurrijke instrumentatie, een melodische vindingrijkheid van grote verfijning, de individuele dramatische stijl van de componist, de integratie van Poolse liederen en dansen (mazurka's, polonaises en polka's), en ten slotte de pakkende Poolse atmosfeer.

## Opvoeringsgeschiedenis

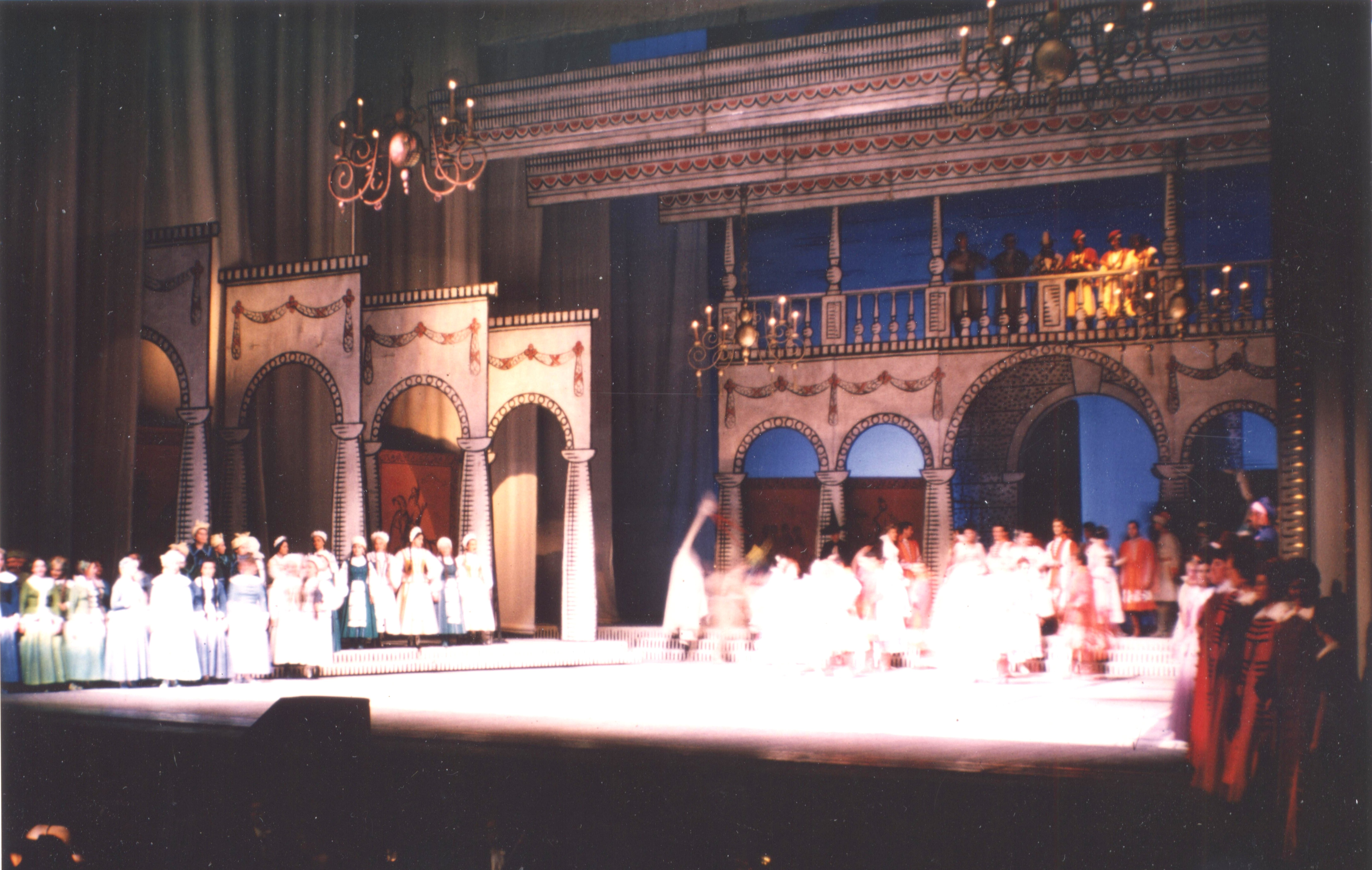
Opvoering van Straszny dwór op 22 september 1966 in het Teatr Wielki in Warschau

Straszny dwór werd voor het eerst opgevoerd in het Teatr Wielki in Warschau, op 28 september 1865, en ontving daarna nog slechts twee opvoeringen voordat het werk door de Russische tsaar in de ban gedaan werd. De Poolse patriottische ondertonen van het stuk werden gevaarlijk geacht, vooral omdat de Januariopstand slechts twee en een half jaar eerder beëindigd was. Moniuszko leefde nog tot 1872, maar de opera die als zijn beste en origineelste beschouwd werd, werd tijdens zijn leven nooit meer opgevoerd.
In 1970 werd er een Engelse versie van gemaakt, The haunted manor, door vertaler dr. George Conrad, die samenwerkte met operazangeres en zanglerares Mollie Petrie. De wereldpremière van deze Engelse versie werd gegeven door de operagezelschap van Universiteit van Bristol in 1970, wat voor wat opwinding zorgde binnen de Poolse gemeenschap in Engeland, vanwege de Pools nationalistische thema's in een tijd dat Polen (toen onderdeel van het Warschaupact) weer gedomineerd werd door Rusland, net als toen de opera voor het eerst werd opgevoerd. Veel Polen reisden naar Bristol om de voorstelling bij te wonen, die in feite slechts een goede amateurproductie door studenten was. Die Engelse versie is sindsdien verschillende keren opgevoerd, inclusief een toegejuichte productie door Opera South in februari 2001.
In april 2009 presenteerde de Pocket Opera in San Francisco een nieuwe Engelse vertaling, geschreven door oprichter Donald Pippin en gefinancierd door het National Endowment of the Arts.

## Rollen
| Rol                                            | Stemtype     | Bezetting bij de première (dirigent: Stanislaw Moniuszko) |
| ---------------------------------------------- | ------------ | --------------------------------------------------------- |
| Miecznik                                       | bariton      | Adolf Kozieradski                                         |
| Hanna, Mieczniks dochter en zuster van Jadwiga | sopraan      | Bronislawa Dowiadowska-Klimowiczowa                       |
| Jadwiga, Mieczniks dochter en zuster van Hanna | mezzosopraan | Józefa Chodowiecka-Hessowna                               |
| Stefan, een huzaar en broer van Zbigniew       | tenor        | Julian Dobrski                                            |
| Zbigniew, een huzaar en broer van Stefan       | bas          | Wilhelm Troszel                                           |
| Cześnikowa, tante van Stefan en Zbigniew       | alt          | Honorata Majeranowska                                     |
| Maciej, dienaar van Cześnikowa en haar familie | bariton      | Ján Koehler                                               |
| Skołuba, Mieczniks hoofdbediende en portier    | bas          | Józef Prohaska                                            |
| Pan Damazy, een fatterige advocaat             | tenor        | Józef Szczepkowski                                        |
| Marta, huishoudster                            | mezzosopraan |                                                           |
| Grześ, boerenknecht                            | bariton      |                                                           |
| Oude vrouw                                     | mezzosopraan |                                                           |
| Chiopiec, huisjongen                           | spreekrol    |                                                           |

## Inhoud

### Akte I

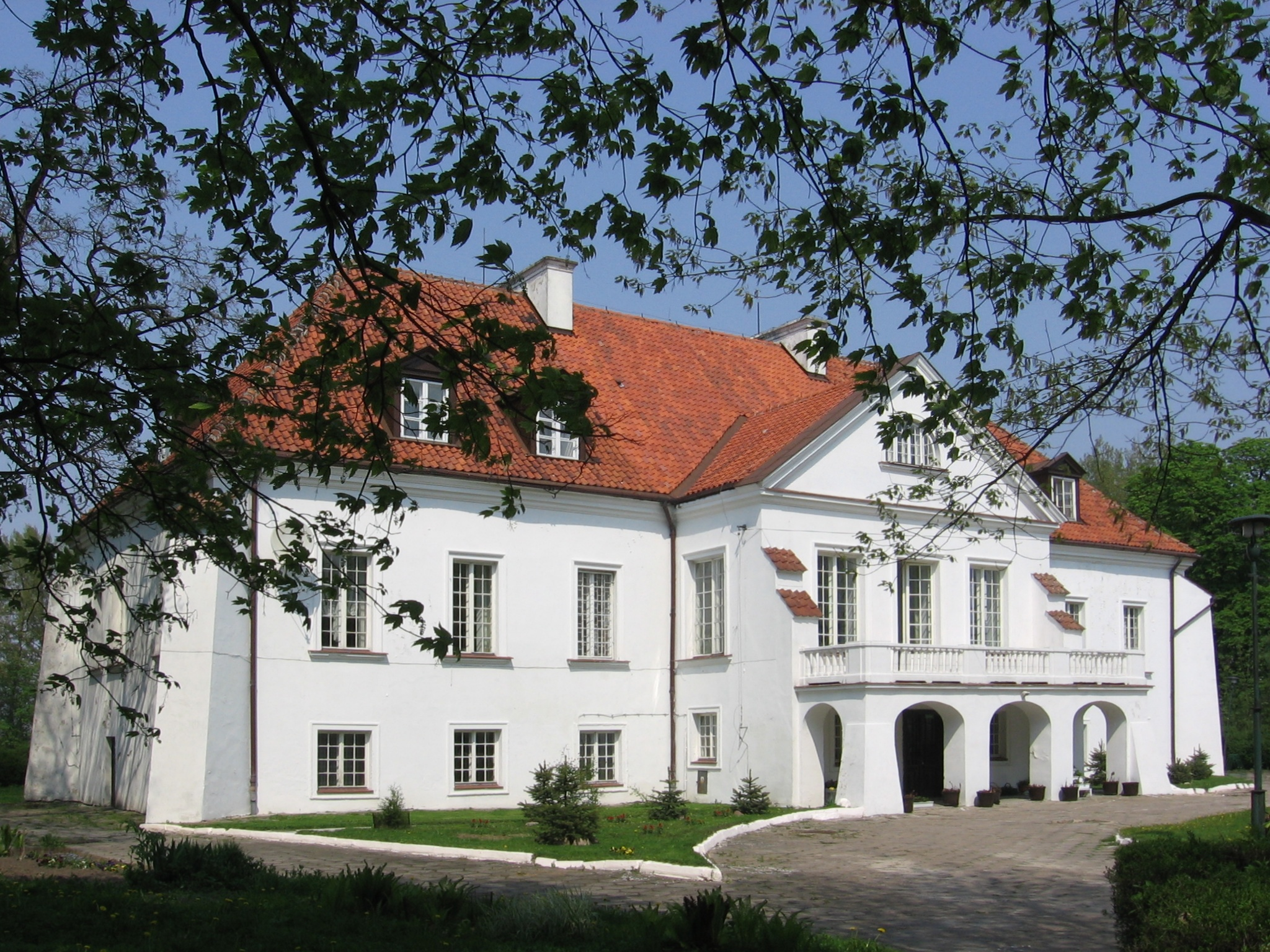
Kalinowa-'Straszny Dwor'Moniuszki

De broers Stefan en Zbigniew en hun bediende Maciej keren uit de oorlog terug naar huis. Tijdens een drinkgelag met hun kameraden zweren de broers nooit te zullen trouwen, en te leven in een huishouden zonder vrouwen, zodat ze iedere dat hun land hen nodig heeft weg kunnen gaan.
Als ze thuis komen, krijgen de broers een traditioneel welkomstgeschenk van brood en zout, en ze kijken uit naar een leven vol vrede en rust. Hun droom wordt echter verpletterd door de aankomst van hun tante Czesnikowa, die onmiddellijk haar plannen onthult hen te laten trouwen met twee meisjes die zij uitgekozen heeft. De broers vertellen haar over hun eed, en zeggen dat ze ervandoor gaan om een oude vriend van hun vader, Miecznik, te gaan bezoeken om het geld dat ze van hem te goed hebben te gaan halen.
Miecznik woont op een landhuis bij Kalinow, en heeft twee dochters waarvan Czesnikowa zeker weet dat de broers er verliefd op zullen worden, wat haar plannen in de war stuurt. Ze probeert hen van het bezoek af te houden door te zeggen dat het in dat huis spookt.

### Akte II
Het is Oudejaarsavond, en in het "spookhuis" bereiden Hanna en Jadwiga, de dochters van Miecznick, zich voor op het traditionele waarzeggen om vast te stellen wie hun toekomstige echtgenoten zullen zijn. Er wordt was gesmolten, en ze zien er de vormen van soldatenhelmen, pieken en strijdrossen in. Hanna wordt het hof gemaakt door een fatterige advocaat, Damazy, die volhoudt dat hij zijn pruik en pandjesjas in de was kan zien. Miecznik kijkt toegeeflijk toe en zegt dan tegen de verzamelde menigte dat het type echtgenoot dat hij voor zijn dochters zoekt dapper moet zijn, een soldaat en patriot die oog heeft voor gebruiken en tradities; een omschrijving waaraan Damazy niet voldoet.
Czesnikowa arriveert voor Stefan en Zbigniew, met de bedoeling hen als lafaards af te schilderen met de bedoeling Miecznik en zijn dochters af te schrikken. Op dat moment stormt een jachtpartij onder leiding van Skoluba binnen, en er volgt een verhit debat over de dood van een everzwijn. Skoluba houdt vol dat hij de ever gedood heeft, maar het gerucht gaat dat er twee vreemdelingen en hun dienaar gezien zijn tijdens het schieten, en dat in feite een van de vreemdelingen het beest neergeschoten heeft. Stefan en Zbigniew arriveren samen met Maciej, en de twee zusters besluiten de proef op de som te nemen over wat Czesnikowa hen verteld heeft, en verzinnen daarop een list. Damazy, die zijn rivalen graag wil uitschakelen, heeft hetzelfde idee en betrekt Skoluba, die gehoopt had de eer voor het schieten van de ever te krijgen, en nu een hekel heeft aan de aanwezigheid van de broers, bij zijn plan.

### Akte III
Het is nacht. De bezoekers gaan naar bed. De broers in één kamer, en Maciej in een andere, waar Skoluba wijst op twee levensgrote portretten van mooie dames, en een klok, die allemaal magische eigenschappen hebben. Hij weet Maciej daarmee de stuipen op het lijf te jagen, en laat hem dan alleen.
Stefan en Zbigniew arriveren en lachen Maciej uit om zijn bijgelovige angsten. Zbigniew neemt Maciej mee om gaan te slapen, en ze laten Stefan alleen achter. De klok begint mysterieus te slaan en Stefan wordt aan zijn moeder herinnert. Zbigniew kan niet slapen en voegt zich bij Stefan, en de broers geven toe dat ze, ondanks hun eed, verliefd zijn geworden op Hanna en Jadwiga. Ze zijn er zich niet van bewust dat de twee meisjes zich achter de portretten verborgen hebben, en dat Damazy in de klok zit. Ze besluiten de vreemde geluiden die ze horen te onderzoeken. Damazy komt uit zijn schuilplaats, en om zijn huid te redden verzint hij het verhaal dat het in het huis spookt omdat het gebouwd is met de opbrengst van een paar gruwelijke daden. De tamelijk moralistische broers besluiten dat ze hier kunnen blijven, en besluiten onmiddellijk weg te gaan.

### Akte IV
Als hij ontdekt dat de jongens weg willen gaan gelooft Miecznik dat ze inderdaad lafaards zijn, maar Maciej herhaalt Damazy's verhaal. Miecznik staat op het punt de waarheid over zijn huis te onthullen als er een stel brassers en dansers binnen stormt, waarvan er één Damazy is, die zich vermomd heeft. Als hij echter met zijn verhaal geconfronteerd wordt, verklaart Damazy dat hij verliefd is op Hanna, en verlaat haastig het huis.
Miecznik legt vervolgens uit dat zijn overgrootvader negen mooie dochters had, en dat iedere man die op het landhuis kwam een van hen een aanzoek deed. Jaloerse moeders met ongetrouwde dochters die in de buurt woonden stuurden het praatje de wereld in dat het er spookte, aangezien het duidelijk magische krachten had. Stefan en Zbigniew bieden hun verontschuldigingen aan voor hun achterdocht, en verklaren hun liefde voor Hanna en Jadwiga. Miecznik geeft zijn zegen, en iedereen is gelukkig, behalve de samenzweerders Czesnikowa, Damazy en Skoluba.

## Film
In 1936 werd er een film van gemaakt die geregisseerd werd door Leonard Buczkowski.

## Opnames
- Rodolphe, 1986: Pools Radio Symfonie-orkest en Koor Krakau o.l.v. Jan Krenz, met o.a. Andrzej Hiolski, Bożena Betley-Sieradzka, Wiera Baniewicz, Zdzislav Nikodem, Wieslaw Ochman, Leonard Mróz, Aleksandra Imalska en Florian Skulski.
- EMI, 2004: Pools Nationaal Operaorkest o.l.v. Jacek Kaspszyk, met o.a. Stefania Toczyska, Iwona Hossa, Jacek Parol, Agnieszka Zwierko, Adam Kruszewski en Romuald Tesarowicz